# Chafariz do Campo da Feira
O Chafariz do Campo da Feira, situado no Campo da República ou Campo da Feira, em Barcelos, foi desenhado pelo arquiteto João Lopes de Amorim.
Trata-se de um fontanário construído em 1621, e que apresenta um tanque redondo, sobre o qual se podem ver duas espécies de taças. No cimo da coluna central ou pináculo,mesmo por debaixo do cata-vento, vemos as armas reais e o primitivo brasão de Barcelos, no meio de águias. O tanque, assente numa base em pedra, com desenho da autoria do Arquiteto José Marques da Silva, é ladeado por quatro fontes separadas por outras tantas escadarias. Essas fontes apresentam, as saídas de água nas bocas de umas máscaras trágicas em pedra.
O chafariz foi deslocado para o centro do Campo da Feira em 1920, conforme o projeto do arquiteto Marques da Silva.